# Stazione di Presenzano
La stazione di Presenzano è una fermata ferroviaria soppressa, posta sulla ferrovia Vairano-Isernia, a servizio del comune di Presenzano, in provincia di Caserta. Non va confusa con la stazione di Tora-Presenzano, sulla ferrovia Roma-Cassino-Napoli.

## Storia
La fermata venne inaugurata insieme alla tratta Vairano-Venafro il 20 maggio 1886. Aveva una discreta importanza, anche se situata nei pressi della strada statale 85 Venafrana a circa 3 km dal centro abitato servito. Danneggiata durante la seconda guerra mondiale, venne ricostruita e ripristinata nel 1953. Con la diffusione del trasporto su gomma, venne usata sempre meno, fino ad essere dismessa nel 1969, riaperta da giugno 1987 e servita in via sperimentale da soli 3 treni giornalieri, venendo definitivamente soppressa nell'orario successivo, a dicembre 1987.
Nel 2004 il fabbricato viaggiatori, il marciapiede e la segnaletica relativa alla stazione vennero ripristinati, sebbene i treni abbiano continuato a non fermarsi a Presenzano. L'edificio della fermata è stato in seguito vandalizzato.

## Strutture e impianti
La fermata era servita da un binario passante per il servizio viaggiatori.